# Skole
Skole (in ucraino Сколе?) è una città dell'Ucraina (6 054 abitanti) situata nel distretto di Stryj, nell'oblast' di Leopoli. Ospita l'amministrazione della comunità territoriale di Skole, una delle comunità territoriali dell'Ucraina.
Fino al 18 luglio 2020 Skole è stata il centro amministrativo del distretto di Skole, abolito come parte della riforma amministrativa dell'Ucraina, che ha ridotto a sette il numero dei distretti dell'oblast' di Leopoli. L'area del distretto di Skole è stata trasferita al distretto di Stryj.

## Storia
Sorse nell'XI secolo quando due fratelli combattevano per il trono della Rus' di Kiev.
La prima citazione di Skole risale al 5 marzo 1397, quando il re polacco Jogaila diede il permesso di abitare la montagna.
Dall'anno 1397 la città ottenne i diritti di Magdeburgo.
L'unica via importante da Kiev all'Ungheria passava attraverso Skole: questa era la ragione dei frequenti assalti a questa città. Quando il territorio della regione di Skole era sotto il controllo polacco, il re distribuì la terra a gente di origine polacca. I coloni tedeschi, in particolar modo gli artigiani che abitavano nella regione di Skole aiutarono lo sviluppo della sua economia. Una grande influenza per lo sviluppo economico e culturale della regione fu dato dalla famiglia del barone Groedl. A Skole in quel periodo fu utilizzata la moneta del barone Groedl: essa fu coniata dalla zecca di Vienna e rimase in uso fino al 1930.
La Skole odierna è una piccola cittadina,  importante centro turistico.

## Leggende
Esistono due leggende di Skole.
- Una dice che il nome proviene da montagna, che in ucraino si dice "скеля" (skelja).
- Altra che il nome viene da "сколоти" (skoloty), che abitavano nella Carpazia

## Galleria d'immagini

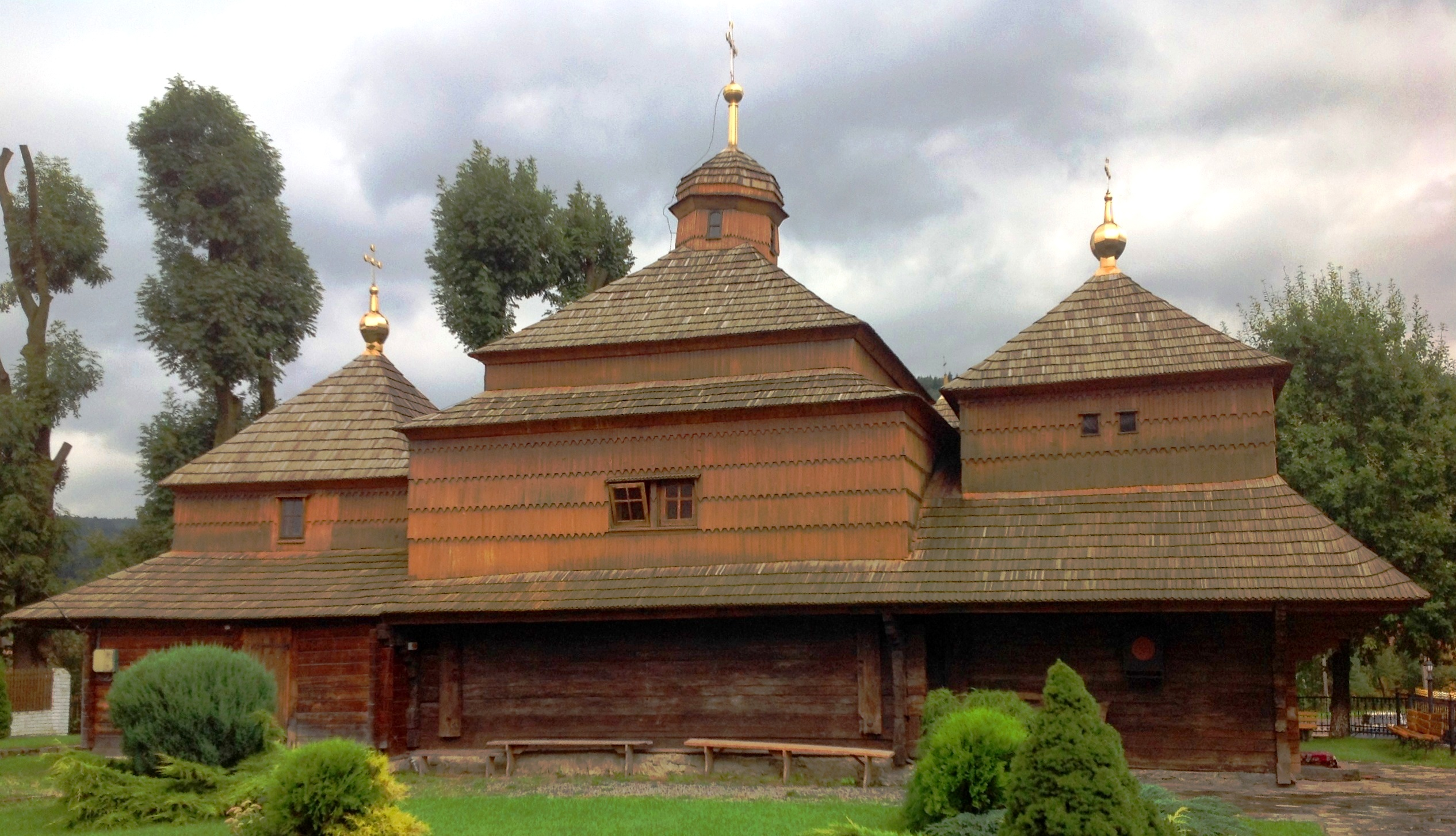
Chiesa di Santa Parasceve (in legno), XVII secolo.
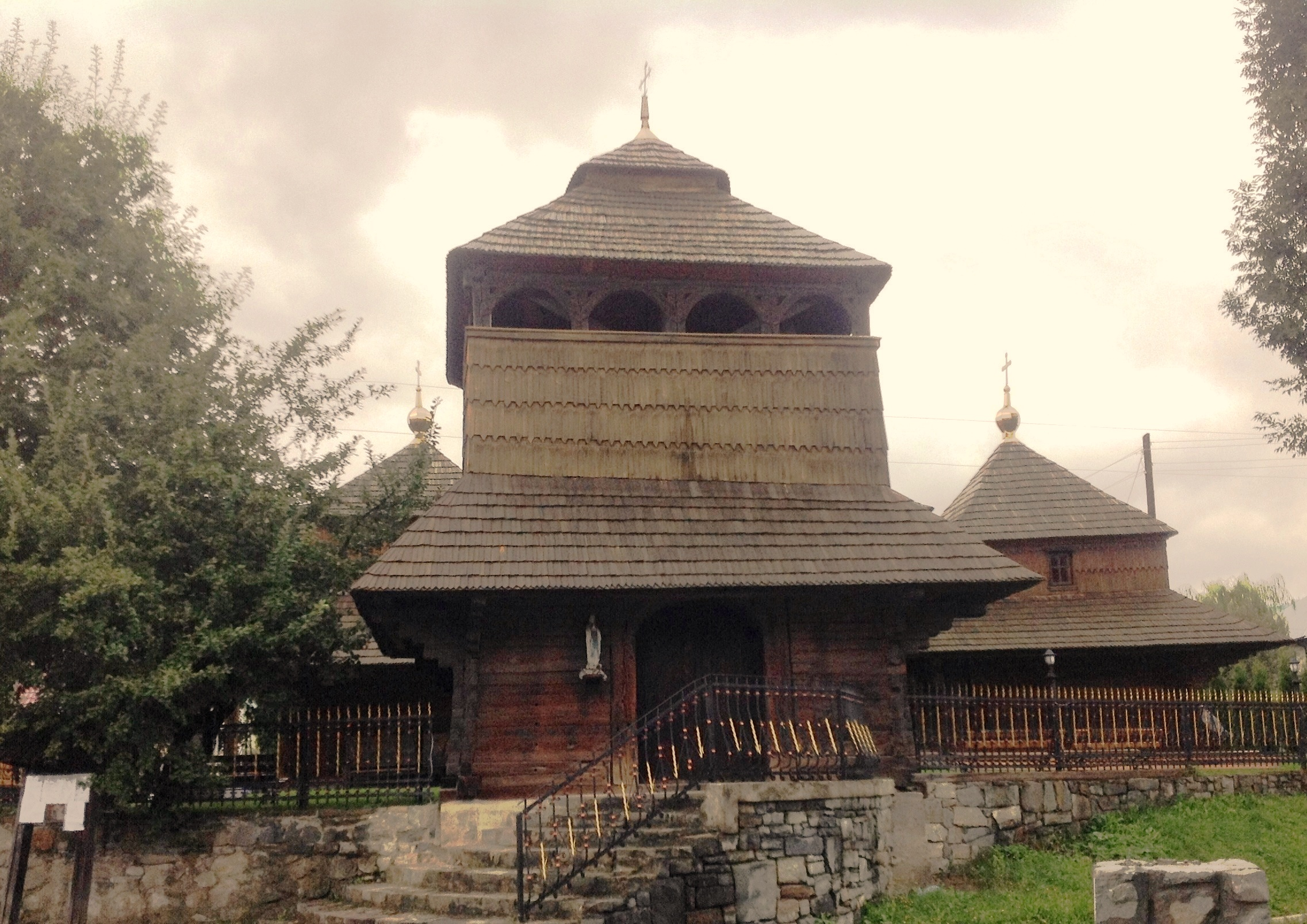
Il campanile della chiesa di Santa Parasceve (in legno), 1760